# باول باجشو
باول باجشو (بالإنجليزية: Paul Bagshaw)‏ هو لاعب كرة قدم أسترالية أسترالي، ولد في 22 أغسطس 1946.

## وصلات خارجية
- باول باجشو على موقع AustralianFootball.com (الإنجليزية)